# Eino Sandelin
Eino Kauno Sandelin Sandelin (ur. 16 grudnia 1864 w Virrat, zm. 15 października 1937) – fiński żeglarz, olimpijczyk, zdobywca brązowego medalu w regatach na Letnich Igrzyskach Olimpijskich w 1912 roku w Sztokholmie.
Na Letnich Igrzyskach Olimpijskich 1912 zdobył brąz w żeglarskiej klasie 12 metrów. Załogę jachtu Heatherbell tworzyli również Max Alfthan, Ernst Krogius, Erik Hartvall, Jarl Hulldén, Sigurd Juslén, Axel Krogius i John Silén.
Brat Torstena Sandelina, również olimpijczyka.